# Калмунай-03 (муслімська ділянка)
Грама Ніладхарі Калмунай-03 (муслімська ділянка) (№ KP/59) — Грама Ніладхарі підрозділу ОС Калмунай-Муслім, округ Ампара, Східна провінція, Шрі-Ланка.

## Демографія
| Населення (2007) | Населення (2007) | Населення (2007) | Населення (2007) | Населення (2007) |
| Населення        | Чоловіки         | Жінки            | Діти             | Дорослі          |
| ---------------- | ---------------- | ---------------- | ---------------- | ---------------- |
| 2921             | 1413             | 1508             | 1162             | 1759             |